# شاردیتسه
شاردیتسه (به لاتین: Šardice) یک منطقهٔ مسکونی در جمهوری چک است که در ناحیه هودونین واقع شده‌است. شاردیتسه ۱۷٫۳۰ کیلومتر مربع مساحت و ۲٬۲۰۹ نفر جمعیت دارد و ۱۸۳ متر بالاتر از سطح دریا واقع شده‌است.